# Äffle & Pferdle

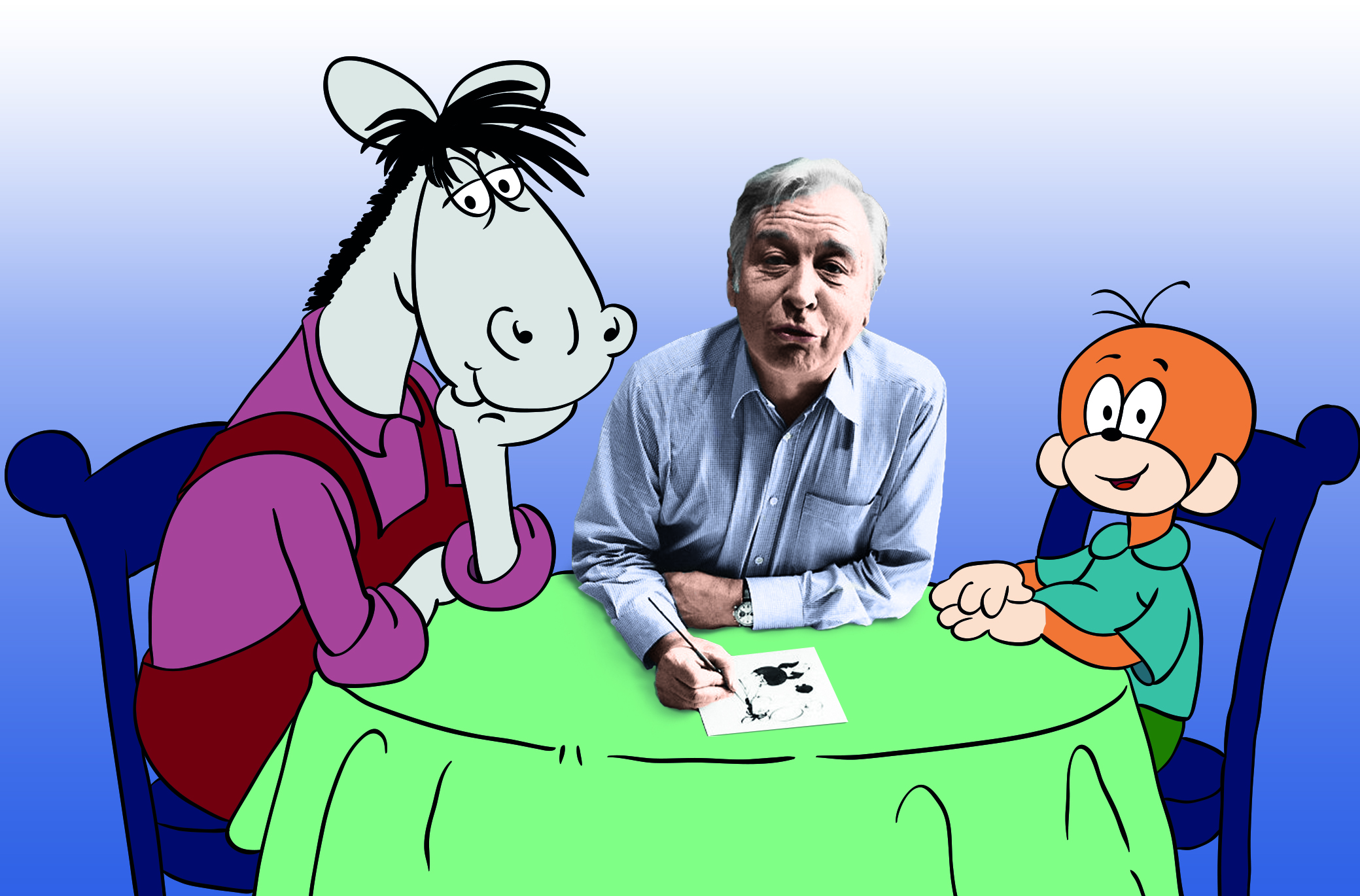
Äffle und Pferdle mit Armin Lang

Äffle & Pferdle (früher auch: Pferdle & Äffle) sind zwei Schwäbisch sprechende Zeichentrickfiguren des Süddeutschen Rundfunks (SDR), heute Südwestrundfunk (SWR). Sie wurden seit den 1960er Jahren in kurzen Einspielungen im Werbefernsehen des im SWR-Sendegebiet ausgestrahlten Vorabendprogramms des Ersten als Werbetrenner zwischen den Spots eingesetzt.

## Geschichte
Entwickelt wurden die Figuren 1959 von dem Filmproduzenten Armin Lang sowie mit Hilfe des Grafikers Werner Klein und Volker Lang im Auftrag des damaligen SDR mit der Maßgabe, die damals neu ausgestrahlten Werbespots aufzulockern. Erst entstand nach dem Stuttgarter Wappentier ein Pferd, welches am 2. Januar 1960 erstmals zum Start des Werbefernsehens auf den Bildschirm kam. 1963 kam ein Affe hinzu, beide wurden schwäbisch Äffle und Pferdle genannt. Auch Roland Töpfer, der Erfinder des HB-Männchens, arbeitete bei der Zeichnung für die TV-Produktion mit.
Im Laufe der Jahre entwickelten sich die beiden Figuren. Anfangs auf kleine Szenen beschränkt, profitierten die Einspieler zunehmend von der komischen Interaktion der beiden. Auch das Umfeld der Äffle & Pferdle-Einspieler änderte sich, anfangs schwarz-weiß und nur mit Musik unterlegt, wurden die beiden Ende der 1960er Jahre farbig und begannen einige Jahre später zu sprechen. Zeichner Armin Lang gab ihnen seine Stimme. Es lag nahe, dass die beiden Figuren Schwäbisch anstelle von Hochdeutsch sprechen sollten, obwohl Lang selbst kein Schwabe, sondern Bayer war. Auch ihr Aussehen wurde zunehmend menschenähnlicher.
Aufgrund ihrer großen Popularität wurden gelegentlich etwas längere Einspieler produziert, unter anderem mehrere, bei denen die beiden Zeichentrickfiguren singen. Am bekanntesten ist ihr Hafer- und Bananenblues (1976 auch als Single veröffentlicht unter dem Titel D’r Haf’r- ond Banane-Blues), aber auch ihre Version von Auf de schwäbsche Eisebahne.
1986 gesellte sich zu beiden Schwaben noch die kurpfälzische Hundedame Schlabbinchen, gesprochen von der Schauspielerin Elsbeth Janda. Das Pferdle war zudem das Maskottchen der Leichtathletik-Europameisterschaften 1986 in Stuttgart.
Nach dem Tod von Armin Lang 1996 brachte seine Produktionsfirma unter der Regie seines gleichnamigen Sohnes zunächst weitere Spots heraus, die von Peter Barkow und weiterhin auch von Elsbeth Janda synchronisiert wurden. Im Jahr 2001 stellte der Südwestrundfunk die Produktion neuer Einspieler mit Hinweis auf die große Zahl der existierenden Spots und der Produktionskosten ein. Bereits produzierte Spots wurden weiterhin ausgestrahlt. 2004 erschienen alle zwischen 1960 und 1999 produzierten Spots auf zwei DVDs.
Von 1999 bis 2020 dachte sich der Marketingberater, Journalist und Fernsehmoderator Heiko Volz die Äffle & Pferdle-Geschichten aus, die in Kalendern des SWR, Büchern und im Internet veröffentlicht werden. Gezeichnet werden die beiden seitdem von den Illustratoren Roman Lang, Alexander Linke und Jürgen Hölzel.
2010 bekamen Äffle & Pferdle neue Synchronstimmen. Das Äffle wurde vom ehemaligen Autor Volz gesprochen, das Pferdle von Volker Lang, dem jüngeren Bruder des verstorbenen Armin Lang.
Seit 2011 erschienen vom ehemaligen Autorenteam Heiko Volz und Roman Lang jährlich Bücher im Verlag Thienemann-Esslinger. Für Promotion-Auftritte werden Akteure in lebensgroßen Figurenmasken eingesetzt.
2016 schafften es Äffle & Pferdle mit ihrem Hafer- und Bananenblues auf Platz 9 erstmals in die Top Ten der SWR1 Hitparade. Auch in den Folgejahren belegte der Song Ränge zwischen 5 und 8. Beim Deutschen Chorfest 2016 sangen Äffle & Pferdle alias Heiko Volz und Volker Lang John Lennons Imagine auf der Bühne des Stuttgarter Schlossplatzes. Ihr Imagine-Video wurde Klicksieger beim SWR Onlinechor. Im gleichen Jahr produzierte der Schokoladenhersteller Ritter Sport eine Äffle & Pferdle-Sonderedition mit Hafer und Banane.
Seit 2008 sind Äffle & Pferdle Werbeträger der schwäbischen Sprudelmarke Silberbrunnen. Der Reutlinger Mineralwasserhersteller veranstaltet zweimal jährlich den „Sprücheklopfer“-Wettbewerb, bei dem man eigene Äffle & Pferdle-Sprüche einsenden kann. Die Gewinnersprüche der Aktion werden illustriert und auf den Etiketten der Sprudelflaschen veröffentlicht.
Nach 16 Jahren Fernsehpause kehrten Äffle & Pferdle wieder ins Fernsehen zurück. Das SWR Fernsehen brachte die beiden Kultfiguren ab Mai 2017 immer freitags am Ende der Landesschau Baden-Württemberg, nicht mehr als Pausenfüller oder Werbetrenner, sondern in einem eigenen 3-Minuten-Format, allerdings ohne neue Spots. 2019 stellte der SWR die Rubrik wieder ein.
Anfang 2020 wurden die etablierten Stimmen von Volz und Lang mit der des Komikers Markus Zipperle ergänzt. Obwohl die Neubesetzung auch mit dem hohen Alter von Volker Lang begründet wurde, ist die Entscheidung des Rechteinhabers Armin Lang jr. stark kritisiert worden. Im Mai 2020 teilten Volz und Lang mit, dass sie bei der Lang Film-Medienproduktion aussteigen. Sie bestreiten weiterhin Live-Auftritte mit den Synchronstimmen von Äffle & Pferdle.
2021 und 2022 produzierte die Lang-Film Medienproduktion die zwei bisher längsten Äffle & Pferdle-Filme. Auftraggeber der jeweils ca. 4 Minuten langen Animationsfilme waren das Ministerium für Kultus, Jugend und Sport sowie das Ministerium für Soziales, Gesundheit und Integration Baden-Württemberg.
2022 wurde in einem außergerichtlichen Vergleich zwischen Armin Lang jr. und Volker Lang die Einigung erzielt, dass neben dem Erfinder und Zeichner Armin Lang senior auch der Zeichner Werner Klein und der Grafikdesigner Volker Lang zum Zeichner- und Entwurfsteam „der 1. Stunde“ gehörten.
Anlässlich des 90. Geburtstags von Volker Lang machten Heiko Volz und Volker Lang im September 2024 eine letzte gemeinsame Äffle & Pferdle Live-Show in Überlingen am Bodensee.

## Faninitiativen

### Ampelmännchen
Seit 1993 haben Äffle & Pferdle einen Fanclub. Dieser sitzt in Heidenheim, veröffentlicht vierteljährlich ein Clubheft und organisiert alljährliche Clubtreffen. Im Januar 2017 initiierte er, nachdem es bereits seit November 2016 in Mainz eine Mainzelmännchen-Ampel gibt, die Aktion einer Online-Petition für eine Äffle & Pferdle-Ampel in Stuttgart, die innerhalb einer Woche das Quorum erreichte. Im Juli 2022 wurde die Ampel am Stuttgarter Hauptbahnhof tatsächlich realisiert.
In der Folge wurden in weiteren Städten Ampeln mit dem Motiv von Äffle und Pferdle aufgestellt:
- Dezember 2022: in Böblingen vor dem Bahnhof
- März 2023: in Kirchheim unter Teck nahe der Stadtbücherei[8]
- Juni 2024: in Tübingen als vorgezogenes Geschenk für den SWR, der seit knapp 75 Jahren vor Ort ein Studio betreibt[9]
- November 2024: in Esslingen am Neckar am Bahnhof[10]

Alle sind nur in Kombination mit einer gewöhnlichen Ampel in Betrieb, da sie nicht der Straßenverkehrsordnung entsprechen.

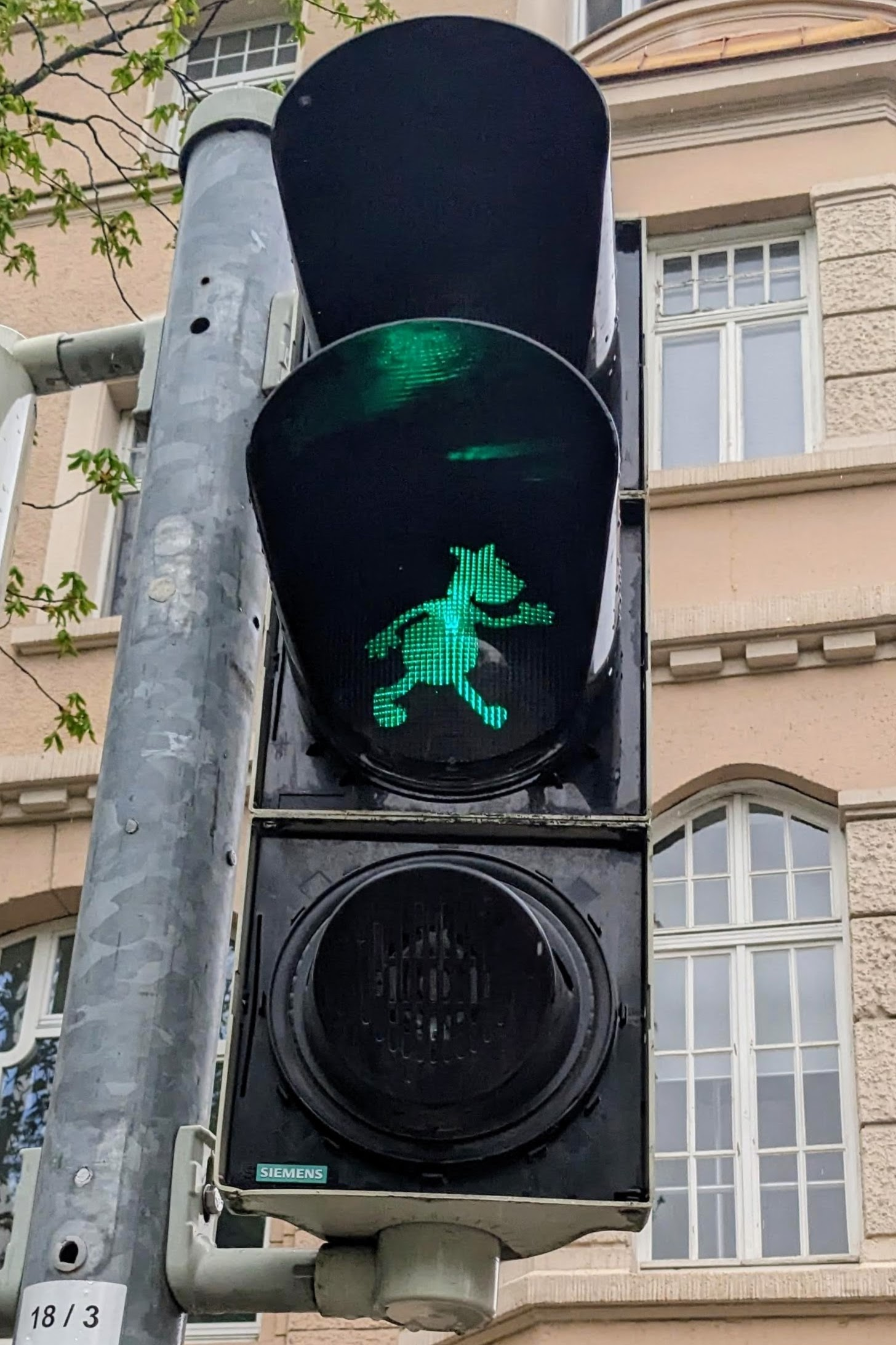
Grünes Pferdle in Kirchheim
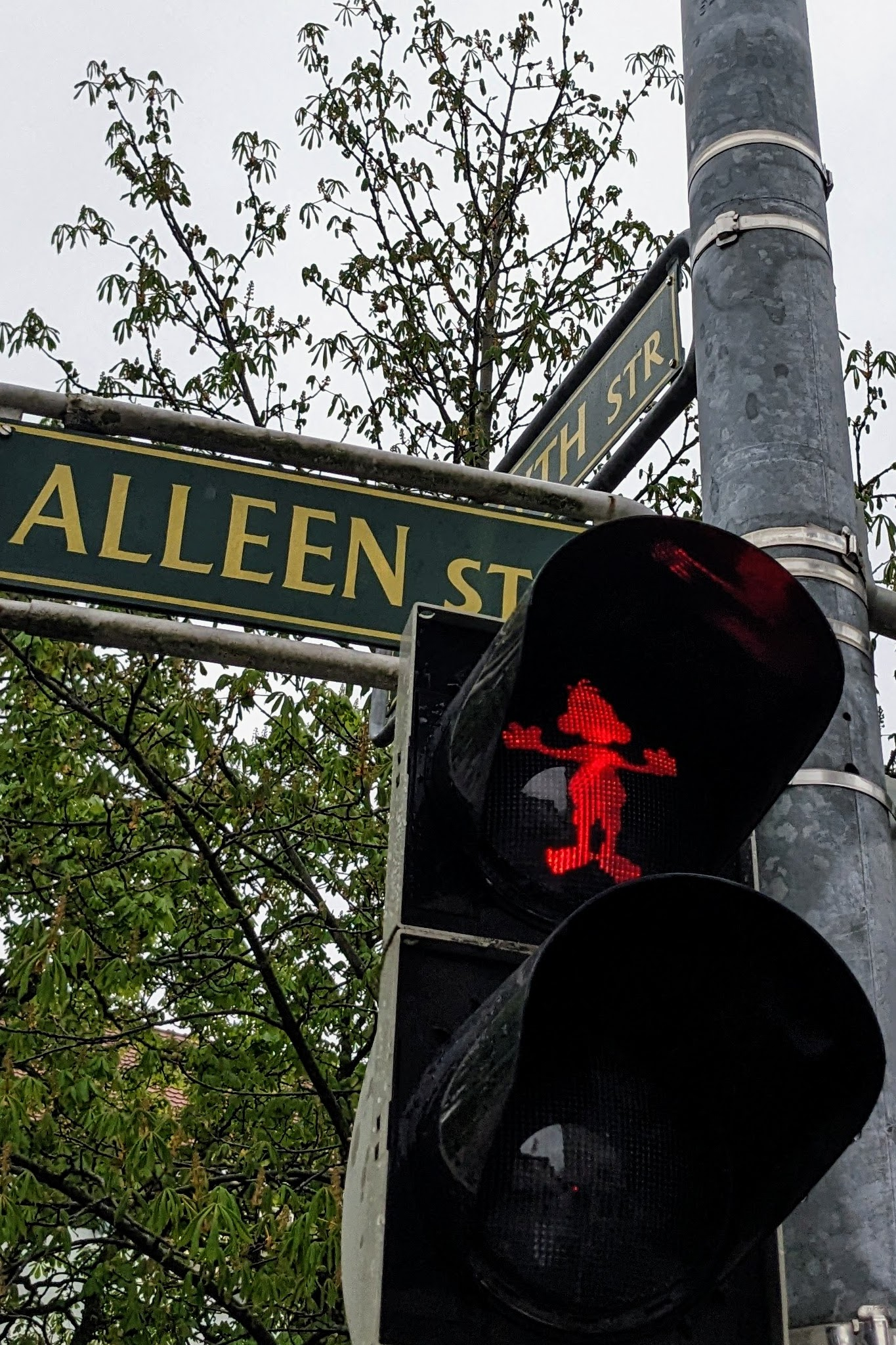
Rotes Äffle in Kirchheim

### Usenet
1992 wurde im Usenet die Newsgroup alt.aeffle.und.pferdle eingerichtet. Die Gruppe hat sich daraufhin als Forum in schwäbischer Sprache etabliert, was auf der Ebene alt.… sehr ungewöhnlich ist, da dort üblicherweise englisch kommuniziert wird. Deutschsprachige Gruppen sind in der Hierarchie unter de.… eingeordnet.

## Veröffentlichungen

### Bücher
- Armin Lang: mir über ons – Aus dem Fernseh-Alltag von Pferdle & Äffle (Nach einer Idee von Armin Lang; gezeichnet von Otto Benz), DRW-Verlag Weinbrenner-KG, Stuttgart 1981, ISBN 3-87181-225-0, nur noch antiquarisch erhältlich.
- Armin Lang: Viecher sind au bloß Menscha (Texte von Armin Lang; Zeichnungen Otto Benz), DRW-Verlag Weinbrenner-KG, Stuttgart 1982, ISBN 3-87181-230-7, nur noch antiquarisch erhältlich.
- Filmproduktion Armin Lang präsentiert: Pferdle & Äffle – Mit Schlabbinchen auf Hawaii (Text und Zeichnung: Otto Benz), Ehapa Verlag GmbH, Leinfelden-Echterdingen 1990, nur noch antiquarisch erhältlich.
- Peter Barkow: Pferdle, Äffle + Schlabbinchen, die Fernseh-Lieblinge (Illustr.: Otto Benz):
  - Pferdle, Äffle + Schlabbinchen: Scheibenkleister, Herold-Verlag, Fellbach 1989, ISBN 3-7767-0502-7.
  - Pferdle, Äffle + Schlabbinchen: Das grosse Rennen, Herold-Verlag, Fellbach 1989, ISBN 3-7767-0500-0.
  - Pferdle, Äffle + Schlabbinchen: Besuch im Zoo, Herold-Verlag, Fellbach 1989, ISBN 3-7767-0501-9.
- Armin Lang: Pferdle & Äffle: die lustigen Stars aus dem Werbefernsehen des Südwestrundfunks (Illustr.: Julius Senderski):
  - Pferdle & Äffle – Viecher send au blos Menscha, Konrad Theiss Verlag, Stuttgart 1993, ISBN 3-8062-1087-X.
  - Pferdle & Äffle – Lieber gschwätzt wie gar nix gsagt!, Konrad Theiss Verlag, Stuttgart 1995, ISBN 3-8062-1161-2.
  - Pferdle & Äffle – Spaß muß sei'!, Konrad Theiss Verlag, Stuttgart 1998, ISBN 3-8062-1338-0.
- Heiko Volz u. Roman Lang: Äffle & Pferdle:
  - Äffle & Pferdle – Das isch, was man haben muuß!, Esslinger Verlag, Esslingen am Neckar 2011, ISBN 978-3-480-22927-7.
  - Äffle & Pferdle – Mir könnet alles – au Schwäbisch!, Esslinger Verlag, Esslingen am Neckar 2012, ISBN 978-3-480-23015-0.
  - Äffle & Pferdle – Zusamma isch’s oifach scheener!, Esslinger Verlag, Esslingen am Neckar 2013, ISBN 978-3-480-23103-4.
  - Äffle & Pferdle – Zwoi wie mir!, Esslinger Verlag, Stuttgart 2015, ISBN 978-3-480-23257-4.
  - Äffle & Pferdle – Lacha isch gsund!, Esslinger Verlag, Stuttgart 2015, ISBN 978-3-480-23255-0.
- Äffle & Pferdle – A luschtigs Sprüchle für jede Woch! (52 Postkarten zum Aufstellen & Verschicken), Esslinger Verlag, Stuttgart 2014, ISBN 978-3-480-23194-2.
- Äffle & Pferdle – A subber luschtigs Sprüchle für jede Woch! (52 Postkarten zum Aufstellen & Verschicken), Esslinger Verlag, Stuttgart 2016, ISBN 978-3-480-23329-8
- Äffle & Pferdle – Spaß muss sei!, Thienemann-Esslinger Verlag, Stuttgart 2017, ISBN 978-3-480-23330-4.
- Äffle & Pferdle – Älles Gute!, Thienemann-Esslinger Verlag, Stuttgart 2017, ISBN 978-3-480-23384-7.

### Tonträger, Merchandising
- Äffle & Pferdle und die Viechle-Sound-Band (Schallplatte, A-Seite: Der Hafer- und Bananen-Blues, B-Seite: Viehlosovieh), Text: Carl J. Schäuble, Musik: Bernd Rabe, 1979 Polydor.
- Pferdle und Äffle (Schallplatte), TELDEC, Hamburg 1982.
- Echt schwäbisch. Band 2. Für jeden ebbes: ’s Äffle und ’s Pferdle (CD), Mäule-und-Gosch-Tonträgervertrieb, Kornwestheim 1996.
- Roman Lang: Pferdle & Äffle go Techno (CD-ROM: Audio und ROM, mit Original-Videoclips für PC), Mäule-und-Gosch-Tonträgervertrieb, Kornwestheim 1997.
- Heiko Volz: Äffle & Pferdle – Keksstempel, Esslinger Verlag, Esslingen am Neckar 2014, EAN 4049985003480.